# Henri Sensever
Henri Sensever (ur. 16 lutego 1922 w Tarbes, zm. 31 sierpnia 2009 tamże) – francuski kolarz torowy i szosowy, brązowy medalista torowych mistrzostw świata.

## Kariera
Największy sukces w karierze Henri Sensever osiągnął w 1947 roku, kiedy zdobył brązowy medal w sprincie indywidualnym amatorów podczas torowych mistrzostw świata w Paryżu. W zawodach tych wyprzedzili go jedynie Reg Harris z Wielkiej Brytanii oraz Cor Bijster z Holandii. Był to jedyny medal wywalczony przez Sensevera na międzynarodowej imprezie tej rangi. Startował także w wyścigach szosowych, dwukrotnie wygrywając francuski GP Cyclo-Sport de vitesse. Nigdy nie wystartował na igrzyskach olimpijskich.